# Silverdome
Der Silverdome war ein Multifunktionsstadion in der US-amerikanischen Stadt Pontiac, nahe Detroit, im Bundesstaat Michigan. Das bis zu einem Sturm im Jahr 2013 mit einem Tragluftdach überspannte Stadion wurde nach zweijähriger Bauzeit 1975 eröffnet. Am 3. Dezember 2017 missglückte seine Sprengung zwecks Abriss. Am folgenden Tag wurde die Sprengung erfolgreich umgesetzt.

## Geschichte
Der Silverdome war von 1975 bis 2001 die Heimspielstätte des NFL-American-Footballteams Detroit Lions, von 1978 bis 1988 des NBA-Basketballteams Detroit Pistons und von 1983 bis 1984 des USFL-Footballteams Michigan Panthers. 1982 war das Stadion Austragungsort des Endspiels der NFL (Super Bowl XVI).
Während der Fußball-Weltmeisterschaft 1994 wurden in dem Stadion vier Spiele ausgetragen. Dafür wurde in dem Stadion das erste und einzige Mal echter Rasen verlegt, während ansonsten nur Kunstrasen zum Einsatz kam. Weiterhin wurde mit dem Spiel USA gegen die Schweiz (1:1) erstmals ein Spiel der Fußball-Weltmeisterschaft nicht unter freiem Himmel ausgetragen.
Darüber hinaus fungierte das Stadion als Austragungsort für Konzerte und andere Sonderveranstaltungen wie die WWF Wrestlemania III am 29. März 1987, welche 93.173 Zuschauer in den Silverdome lockte, sowie einer Messe von Papst Johannes Paul II. am 19. September 1987 vor 90.000 Gläubigen.
Elvis Presley gab hier am 31. Dezember 1975 vor über 60.000 Zuschauern ein Silvesterkonzert.
Bei Footballspielen betrug die Kapazität des Stadions 80.311 Sitzplätze. Nach dem Umzug der Detroit Lions 2002 in das neue Ford Field in der Innenstadt und dem damit einhergehenden Verlust des Hauptnutzers verwaiste das Stadion zusehends. Im März 2007 wurde es geschlossen und stand zum Verkauf.
Im November 2009 wurden der Dome und das 127 Acre (51,4 Hektar) große Grundstück für 583.000 US-Dollar an die Triple Properties Investment Group versteigert. Am 17. April 2010 wurde der Silverdome neu eröffnet. Erste Veranstaltung war ein Monstertruck-Rennen.
Am 6. August 2010 trafen die Fußballmannschaften AC Mailand und Panathinaikos Athen zum Match of the Titans im Silverdome aufeinander. Das Spiel sollte Werbung für Detroit als Fußballstandort machen. Die Stadionbesitzer strebten danach, ein Team der Major League Soccer (MLS) nach Detroit in den Silverdome zu holen. Im Juni 2011 stellte man einen Antrag bei der MLS. Es wurde der Umbau in ein doppelstöckiges Fußballstadion mit 30.000 Sitzplätzen geplant. Das Dach mit dem System zur Belüftung des Tragluftdachs sollte, der hohen Kosten wegen, entfernt werden, was für ein Naturrasenspielfeld Tageslicht gewährleistet hätte. Seit 2011 fanden keine Veranstaltungen mehr im Dome statt.
Im Dezember 2012 wurde das Dach des Silverdome beschädigt. Der Grund dafür war der Ausfall von zwei der vier Öfen, die die Luft im Dach erwärmten, damit sich dort kein Schnee und Eis ansammeln konnten. Das entstandene Eis stürzte durch das Dach in den Innenraum. Die Beschädigung wuchs schnell und trotz Reparaturversuchs verschlechterte sich die Lage weiter. Am 3. Januar 2013 wurde das Belüftungssystem des Dachs dauerhaft abgestellt, um weitere Beschädigungen zu verhindern. Rund zwei Wochen später verwüstete ein Sturm das Dach und Teile des Innenraumes wie etwa die Pressetribüne.
Seit 2014 wurden Teile aus dem Stadion wie Schilder oder Sitze im Internet zum Kauf angeboten. So konnten Fans der Detroit Lions ihren früheren Sitzplatz erwerben. Der Silverdome glich zu diesem Zeitpunkt einer Ruine. Fetzen der Dachhaut waren im Stadion verstreut, die Einrichtungen der Logen waren zerstört und in den unteren Ebenen des Stadions stand das Regenwasser.
Im Oktober 2015 wurde gemeldet, dass der Silverdome abgerissen werden soll. Geplant war der Start der Abbrucharbeiten für das Frühjahr 2016. Die Besitzer glauben damit das Grundstück attraktiver für Neuansiedlungen zu machen. Auf dem Gelände könnte eine Mischung aus Wohnungen, Einzelhandel und Leichtindustrie entstehen. Im Rahmen des Abgasskandals nutzte Volkswagen den Parkplatz als Abstellfläche für mehrere tausend zurückgekaufte Fahrzeuge, bei denen noch nicht über eine Umrüstung oder Verschrottung entschieden wurde. Der Besitzer wurde daraufhin von der Stadt Pontiac verklagt, die darin einen Gesetzesverstoß sah.
2017 begannen im Innenraum die Abbrucharbeiten am Stadion. Am 3. Dezember des Jahres sollte der Abriss durch eine Sprengung erfolgen. Durch einen Fehler bei der Verkabelung zündeten etwa zehn Prozent des Sprengstoffs nicht und das Stadion blieb stehen. Bei einem erneuten Anlauf am Folgetag wurde die Sprengung mit der doppelten Menge an Sprengmaterial erfolgreich durchgeführt.
Auf dem Gelände wurde nach dem Abriss ein Versandzentrum von Amazon errichtet.

## Galerie

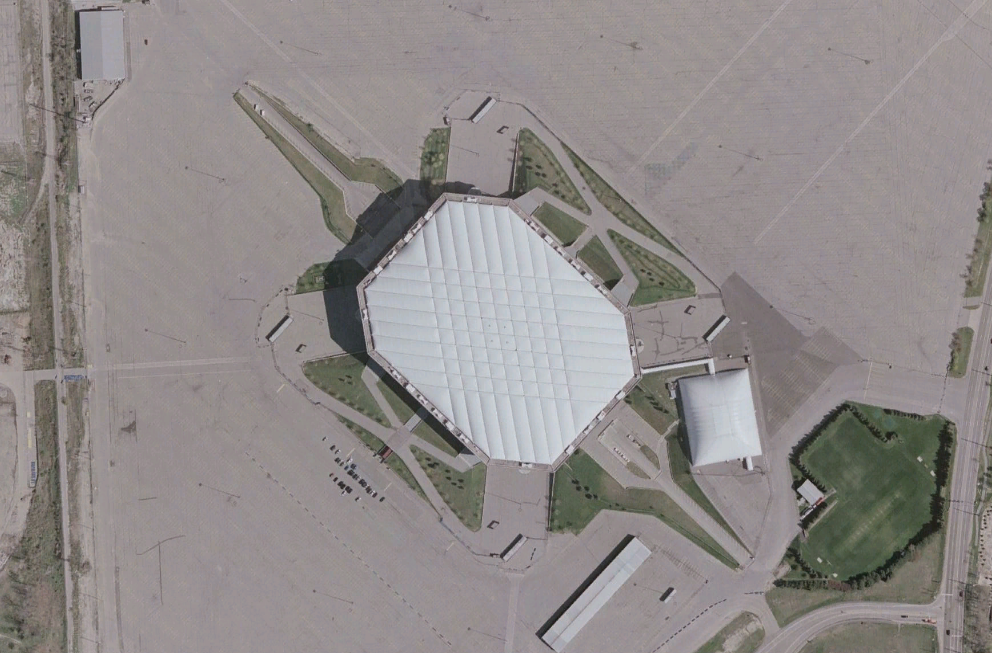
Satellitenbild des Silverdome
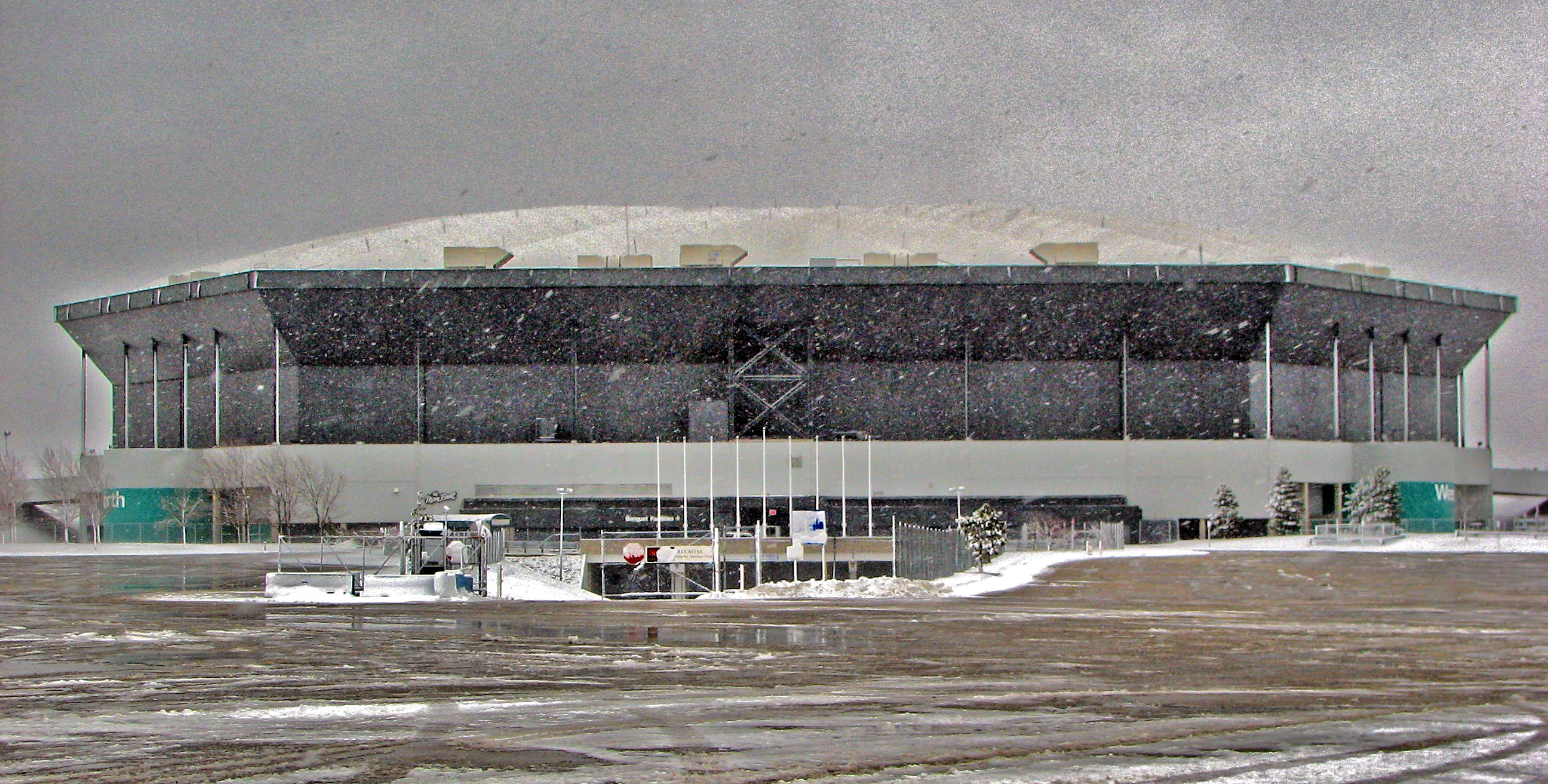
Der Silverdome im Winter 2006